# سنترال ولی (یوتا)
سنترال ولی (به انگلیسی: Central Valley) شهری در ایالت یوتا کشور ایالات متحده آمریکا است که جمعیت آن در سرشماری سال ۲۰۱۰ میلادی، ۵۲۸ نفر بوده‌است.